# Zenodorus juliae
Zenodorus juliae är en spindelart som först beskrevs av Tord Tamerlan Teodor Thorell 1881.  Zenodorus juliae ingår i släktet Zenodorus, och familjen hoppspindlar. Inga underarter finns listade.